# Spectral
Spectral je ameriški vojaški znanstvenofantastični film režiserja Nica Mathieuja, ki je izšel konec leta 2016 v digitalni distribuciji podjetja Netflix. Scenarij so napisali Ian Fried, Nic Mathieu in George Nolfi po Friedovem osnutku, v glavnih vlogah pa so zaigrali James Badge Dale, Max Martini, Emily Mortimer in Bruce Greenwood.
Zgodba govori o ameriškem inženirju, ki pride na vojno območje v Vzhodni Evropi raziskovat pojav prikazni, ki pobijajo vojake.

## Zgodba
Dr. Mark Clyne, razvojni inženir Agencije za napredne obrambne analize ZDA, prispe v Moldavijo, kjer je ameriška vojska vpletena v državljanski spopad. Vojska prosi za njegovo pomoč pri uporabi hiperspektralnih očal, ki so bila dodeljena vojakom. V oporišču v predmestju Kišinjeva mu general Orland in agentka CIA Fran Madison pokažeta posnetek skrivnostne prozorne prikazni s človeško postavo, ki ubija vojake. Orland se zaveda, da ne gre za tehnično napako, zato želi Clyneovo izvedensko mnenje preden posreduje posnetke nadrejenim, Madisonova pa je prepričana, da so videli upornike, ki uporabljajo napredno obliko aktivne kamuflaže, in ima ukaz, naj priskrbi primerek za vojsko.
Da bi pridobil jasnejši posnetek in identificiral prikazni, se Clyne in Madisonova podata na teren s pripadniki enote Delta Force, ki imajo nalogo najti člane ekipe Utah, ki so pogrešani od prejšnjega dne. V ta namen Clyne namesti večjo hiperspektralno kamero na enega od njihovih oklepnih transporterjev. Ko prispejo na lokacijo, ugotovijo, da so vsi člani ekipe Utah mrtvi, nakar tudi njih napadejo prikazni. Te so imune na streljanje in eksplozive, zato enota utrpi velike izgube preden se vojakom uspe umakniti. Med umikom njihova vozila onesposobijo mine, zato poiščejo zatočišče v opuščeni tovarni, kjer najdejo dva slovenska otroka. Prikazni jim poskušajo slediti, vendar jih ustavi prepreka iz železnih opilkov. Otroka povesta, da je bil njun oče strokovnjak v službi moldavske vlade in da je nasul opilke, da bi ju zaščitil, a je bil kasneje ubit. Preživeli stopijo v stik z letalskim oporiščem in se dogovorijo za prevoz. Clyne predela hiperspektralno kamero v velik reflektor, kar omogoči skupini videti prikazni brez uporabe očal. Vojakom izdela tudi improvizirane eksplozivne naprave z železnimi opilki.
Tako opremljena se enota poda proti približno pol milje oddaljeni točki, kjer jih bo pobral transport, prikazni pa se poženejo za njimi. Železni eksploziv jih upočasni, a ne uniči. Na velikem zapuščenem trgu pride po vojake helikopter, ki ga spremljajo kopenske sile, a zaradi napada prikazni, ki uničujejo tanke in pobijajo vojake, komaj uidejo. V zraku dobijo sporočilo generala Orlanda, da so prikazni zavzele zračno oporišče, zato jih preusmerijo v bunker za civiliste pod nadzorom zavezniške moldavske vojske. Clyne razvije teorijo, da so prikazni iz Bose-Einsteinovega kondenzata, kar razloži dejstva, da se lahko premikajo skozi stene, da ubijajo ljudi z zamrznitvijo in da jih ustavijo železni opilki ter keramični materiali (torej ne morejo vstopati v tanke). Čez noč s preostalimi vojaškimi inženirji izdela več pulznih orožij, ki razbijajo kondenzat. Naslednje jutro se preostali vojaki opremijo s tem orožjem in odletijo proti hidroelektrarni v središču mesta, za katero je Clyne prepričan, da je edini možen vir energije za ustvarjanje kondenzata.
Vojaki izvedejo ofenzivo na strehi elektrarne, Clyne in Madisonova pa se spustita vanjo in odkrijeta pred kratkim opuščen laboratorij. Po videnem sklepata, da so vladni znanstveniki strmoglavljenega režima skenirali ljudi na molekularni ravni in jih z napredno obliko 3D-tiskanja replicirali kot kondenzat. Nato so odstranili osrednje živčevje poskusnih subjektov in ga priklopili na napravo, ki je vzdrževala kondenzatne kopije (»prikazni«) pri življenju. Tik preden prikaznim uspe premagati vojake, Clyne sproži zasilno zaustavitev sistema, ki deaktivira kondenzat. Presodi, da ostanki ljudi še premorejo neko stopnjo zavesti in trpijo, zato jih odklopi od naprav ter konča njihova življenja.
Ko prikazni ni več, se ameriške in moldavske sile spet lotijo zavzetja mesta od upornikov, ameriško ministrstvo za obrambo pa pošlje ekipo v elektrarno, da bi razstavili naprave in jih preučili. Clyne se poslovi od Madisonove in generala Orlanda ter se vkrca na letalo, ki ga ponese nazaj domov.

## Produkcija
Film je bil posnet na lokacijah v Budimpešti, kjer so z uporabo posebnih učinkov ustvarili temačno vzdušje opustošenega vzhodnoevropskega mesta. Futuristična orožja je ustvarilo Jacksonovo podjetje Weta Workshop, digitalne posebne učinke pa Weta Digital.
Sprva je bilo načrtovano, da bo izšel avgusta 2016 v distribuciji Universal Pictures, ki pa je v začetku leta 2016 opustilo projekt. Nato je pravice odkupilo podjetje Netflix in 9. decembra ponudilo film v sklopu svoje storitve digitalne distribucije.

## Odziv
Film je bil deležen mešanega odziva kritikov; na spletni strani Rotten Tomatoes, ki zbira in povpreči ocene, ima oceno 5,5 od 10. Recenzenti so ga označili za mešanico vojnega filma Black Hawk Down in akcijskih videoiger, kot sta Gears of War in Call of Duty, pri čemer so mu očitali pomanjkanje izvirnosti.